# Сканматик
Професійний мультімарочний автосканер призначений для діагностики електронних систем управління сучасних автомобілів. Працює з персональним комп'ютером, планшетом або смартфоном, програми для Windows і Android в комплекті.
При установці драйвера (входить в комплект) працює зі стороннім діагностичним програмним забезпеченням, зробленим під стандарти SAE J2534 і RP1210, а також з завантажувачами, подаючи напруги дозволу програмування на різні контакти діагностичного роз'єму.
На сьогодні актуальна версія - це Сканматик 2 Pro, тому далі будемо розглядати саме її.

## Застосування Сканматик 2 (2 PRO) зі стороннім ПЗ
Драйвер J2534-RP1210 для адаптера SM2 (SM2-PRO) дає можливість роботи з великим числом сторонніх програм, що підтримують роботу через інтерфейс J2534. Метою розробки драйвера SM2 (SM2pro) була спроба зробити не черговий адаптер J2534 "для галочки", а максимально відповідає вимогам J2534-1 / 2, а максимально відповідає вимогам J2534-1 / 2 і RP1210 прилад, наскільки це дозволяє апаратура адаптерів SM2 і SM2-PRO.

## Список протестованих програм
- Chrysler Flash Application
- Combiloader
- Chiploader[1]
- ECU Flasher
- Ford Module Programming Tool
- Forscan
- GM GDS-2 / SPS
- Hino Diagnostic Explorer 150 (Hino DX2)
- Honda HDS
- Jaguar / Land Rover SDD
- MDFLASHER
- MMC Flasher (Bruce-Willis)
- Nissan Consult 3+
- ODIS Service
- OpenBox
- PCMFlash
- Toyota Techstream
- Volvo Vida
- Xentry[2] / DAS Pass Thru
- Allison DOC
- Cummins INSITE
- Cummins Calterm III
- Case New Holland EST
- CAT Electronic Technician (CAT ET)
- Noregon JPRO
- Volvo Premium Tech Tool
- Wabco Toolbox.

## Особливості реалізації J2534 і RP1210C
Реалізація стандарту RP1210C - без будь-яких обмежень. СМ2 повністю замінює прилади DPA5 / Nexiq / Inline-6 з підтримкою всіх протоколів і набагато більш спритним і зручним з'єднанням по Bluetooth.
Реалізація стандартів J2534-1 / 2 має такі особливості:
- Для програм ODIS[3], MB-DAS, Consult 3+ реалізовані можливості, що виходять за рамки стандарту J2534, такі як мультиплексор K-ліній і емулятори запалювання
- Адаптер SM2 дозволяє працювати з автомобілями з напругою бортсети 24В.

Адаптер SM2 (НЕ SM2-PRO) має наступні обмеження:
- Чи не підтримується подача напруги програмування 5-20В (потрібно для програмування багатьох авто до ~ 2005р.в.). Замикання ніжок на землю - підтримується.
- В адаптері SM2 на підтяжки K-ліній застосовані резистори номіналом 1 кому, що призводить до проблемам при роботі на максимальних на швидкостях (125-150Кбіт / с) в завантажувач для блоків ME17.9.7 / M74 / EDC7 / EDC16 / EDC17 та інших. Тому, слід вказувати в налаштуваннях завантажувача мінімальну швидкість для K-лінії (не більше 57.6кбіт / с) або замінити один резистор всередині адаптера і забути про цю проблему.
- Адаптер чутливий тільки до порогу напруги бортсети, тому при напрузі бортсети нижче 7В драйвер буде видавати 7В, якщо вище, то буде видавати 13.7В.
- В адаптері SM-2 є вбудовані резистори на CAN шинах (1 кому), тому в більшості випадків при роботі з блоком "на столі" не потрібно підключати додатковий резистор 120 Ом між CAN-H / CAN-L, однак і його підключення Ніяк не завадить.